# 横滨山手中华学校

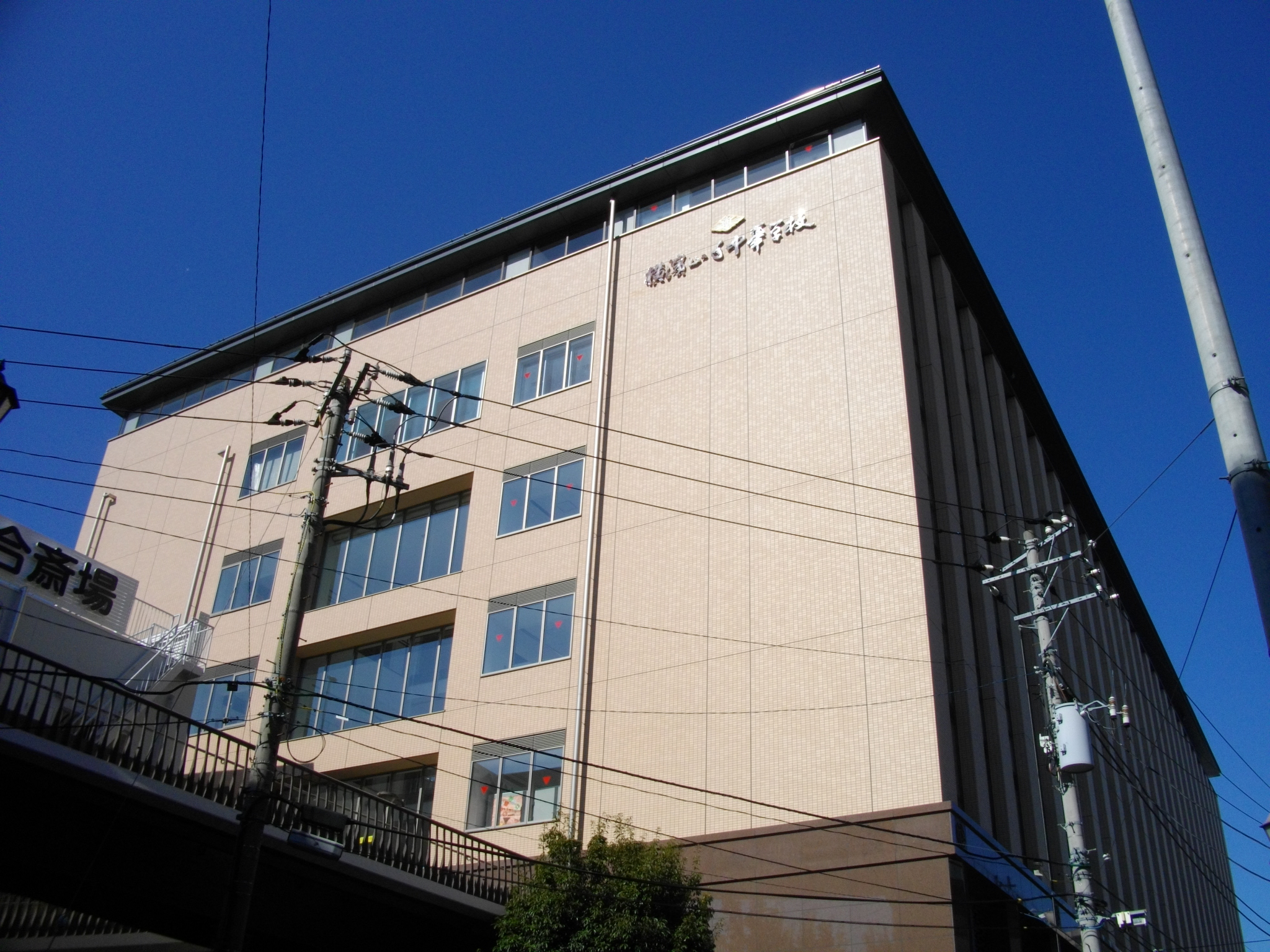
横滨山手中华学校

横滨山手中华学校（日语：／ Yokohama Yamate Chūka Gakkō）是日本神奈川縣横滨市中区的中国大陆国际学校，由學校法人橫濱山手中華學園營運。这是五个日本的中华学校之一，和两个日本的中国大陆国际学校之一。
最初是留日的立宪派梁启超在各方支持下创办横滨同文学校，1952年自橫濱中華學校獨立，後為橫濱山手中華學校，屬中華人民共和國教育體系，教授簡體中文；原來的橫濱中華學校繼續存在，後易名橫濱中華學院，屬中華民國教育體系，以正體中文授課。

## 教育
学校授课采用中日双语，但每个学科都使用单一语言教学。五年级到九年级生修英文课（作为第二外语）。幼稚园阶段的授课主要采用日语。学校同时也提供汉语拼音和简体中文课程。

## 学生概况
1995年横滨山手中华学校有300个学生。其中15%的学生是只讲日语的日本国民，其余学生包括：中日混血儿，父母一方为日本人、一方为中国人的中国学生，父母均为中国人的学生，以及来自中国大陆的归侨。 
2008年横滨山手中华学校有413个学生，10% 的学生是日本民族人，70%的学生是日本公民，30%的学生是中国公民。

## 教师概况
1995年教师队伍中有4名日本人，19名在日本出生的华人，2名在中国大陆出生的华人，共计25人。

## 扩展阅读
日文：
- 有澤 知乃 (東京学芸大学留学生センター (International Student Exchange Center)). "(研究ノート)中華学校における音楽教育 : 横浜山手中華学校と横浜中華学院を事例として" ( （页面存档备份，存于）; "(A Research Note)Music Education at Overseas Chinese Schools in Japan : The Cases of Yokohama Yamate Chinese School and Yokohama Overseas Chinese School"). 東京学芸大学紀要. 人文社会科学系. II (Bulletin of Tokyo Gakugei University Humanities and Social Sciences II). 66, 205-215, 2015-01-30. 東京学芸大学. See profile at （页面存档备份，存于） CiNii. See profile at （页面存档备份，存于） ETopia, 東京学芸大学リポジトリ (Tokyo Gakugei University Repository). 有英文摘要。
- 馬場 裕子 (立命館大学大学院先端総合学術研究科). "大陸系中華学校による国際化・多文化化への試み : 横浜山手中華学校と神戸中華同文学校を事例に" ( （页面存档备份，存于）; "An Analysis of Internationalization and Multiculturalism at Chinese Schools : Yokohama Yamate Chinese School and Kobe Chinese School"). コア・エシックス (Core Ethics) 10, 203-214, 2014. 立命館大. See profile at （页面存档备份，存于） CiNii. See profile at （页面存档备份，存于） JAIRO. 有英文摘要。
- 王 鑫 (Wang Xin; 兵庫教育大学院連合学校教育学研究科学生/PhD student, Hyogo University of Teacher Education Joint Graduate School of Science of School Education). "日本における華僑学校の変遷とその地域的特徴--神戸中華同文学校と横浜山手中華学校を中心に" ( （页面存档备份，存于）; ""Changes of the Overseas-Chinese school and regional characteristics in Japan: mainly about Kobe Chinese School and Yokohama Yamate Chinese School"). 教育実践学論集 (Journal for the Science of Schooling) (10), 125-133, 2009-03. 兵庫教育大学大学院連合学校教育学研究科. See profile at （页面存档备份，存于） CiNii. See profile at （页面存档备份，存于） HEART (Hyokyo Educational and Academic Resources for Teachers) of 兵庫教育大学. 有英文摘要。

日文/Not available online:
- 清水谷(宍戸) 佳織. "新刊紹介 横浜山手中華学園編『横浜山手中華学校百年校志 1898〜2004』" ("Anniversary of Yokohama Yamate Chinese school: 1898-2004"). 華僑華人研究 (Journal of Chinese Overseas Studies) (3), 49-52, 2006. 日本華僑華人学会. See profile at （页面存档备份，存于） CiNii.
- 潘 民生. "横浜山手中華学校の過去、現在、未来 (特集 華人とは誰か : 教育とアイデンティティ)" ("The Past Present, and Future of Yokohama Yamate Chinese School").  華僑華人研究 (8), 55-61, 2011. 日本華僑華人学会. See profile at （页面存档备份，存于） CiNii.
- 潘 民夫. "中日の文化と言語を教え両国の架け橋となる子どもたちを育てる--横浜山手中華学校 (特集 世界が見える日本の外国人学校)." 国際人流 (The Immigration Newsmagazine). 22(11), 11-14, 2009-11. 入管協会. See profile at （页面存档备份，存于） CiNii.
- "創価学会が「(横浜)山手中華学校」を救う「深謀遠慮」 (激戦ワイド 「レッドクリフ」を越えて)." 週刊文春 50(47), 36-37, 2008-12-04. 文芸春秋. See profile at （页面存档备份，存于） CiNii.
- 藤原 智美. "教育シリーズ 第17弾 公教育を捨て「横浜山手中華学校」に進学を決断した親の本音とは 「二割は日本人生徒」中華学校の過熱人気." プレジデント (President). 43(19), 148-153, 2005-10-03. プレジデント社. See profile at （页面存档备份，存于） CiNii.
- 黄 丹青. "日本における中華学校のバイリンガル教育実践に関する一考察--横浜山手中華学校を事例として." 国立教育政策研究所紀要 134, 143-154, 2005-03. 国立教育政策研究所. See profile at （页面存档备份，存于） CiNii.